# ياكوفليف يو تي-2
ياكوفليف يو تي-2 (بالإنجليزية: Yakovlev UT-2)‏ هي طائرة مقاتلة أنتجت في الاتحاد السوفيتي. من صناعة ياكوفليف. كان أول طيران لها في 11 يوليو 1937. صنع منها 7,243 طائرة.